# Pietro Morettini

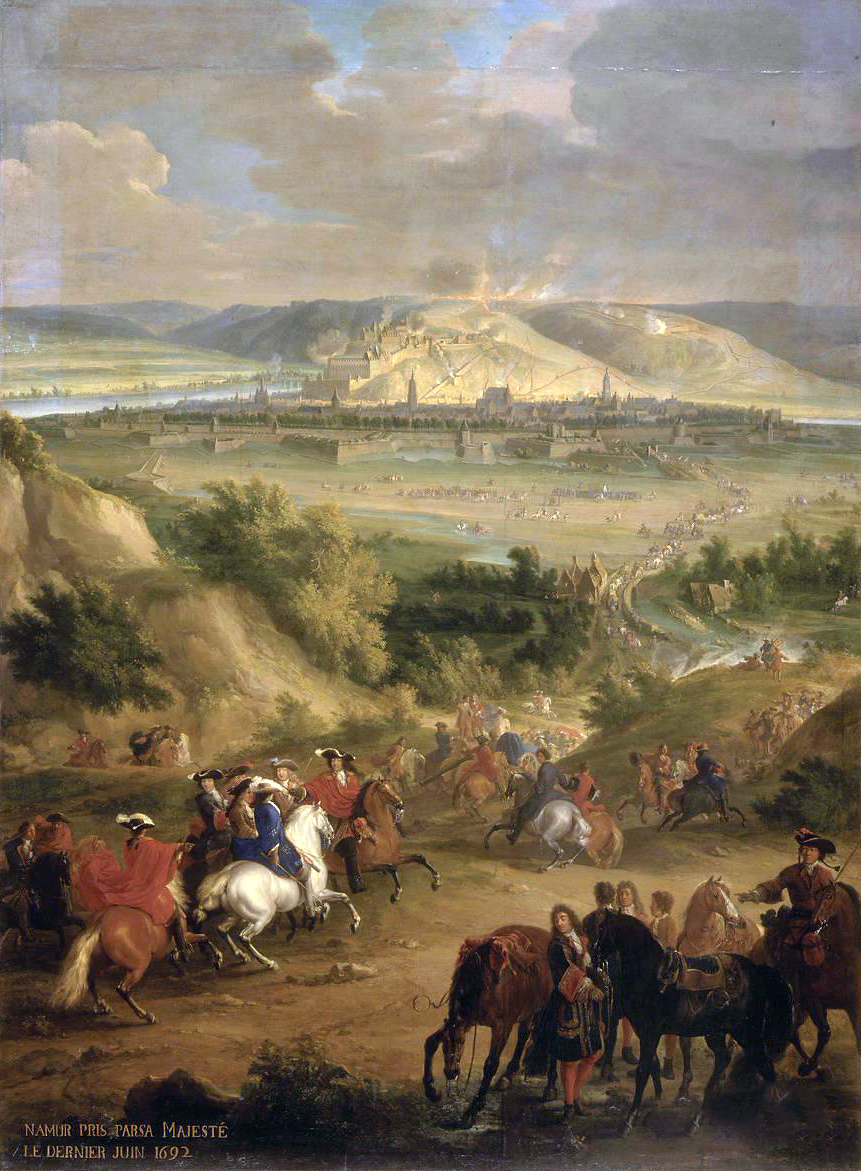
Assedio della città fortificata di Namur (1692)

Pietro Morettini (Cerentino, 1660 – Locarno, 15 marzo 1737) è stato un architetto e ingegnere militare svizzero-italiano.

## Biografia
Pietro Morettini, nacque a  Camanoglio una frazione di Cerentino in Val Maggia, al tempo sotto la diocesi di Como. Il padre Filippo faceva il muratore. A 14 anni emigrò col padre in Francia a Besançon. Fu allievo del generale Sébastien Le Prestre de Vauban, uno dei più grandi ingegneri militari di tutti i tempi nominato maresciallo di Francia.
Con lui collaborò al rinforzo di numerosi apparati difensivi di diverse città europee fra Sei e Settecento, come quella della stessa Besançon nel 1677, la fortezza di Landau in Alsazia fra il 1688 e il 1691, che riuscì a resistere alle truppe dell'Imperatore Giuseppe I durante il conflitto detto Guerra della Grande Alleanza, e di quella di Namur tra il 1692 e il 1696.
Alla fine del 1692 si sposò con una giovane di "nobilissima famiglia", di origine lussemburghese, ma abitante a Namur: Marie-Rose Ronchan.. La data del matrimonio non è certa ma dedotta dal fatto che il primogenito della coppia, Giovan Filippo, nacque a Namur il 20 luglio del 1693.
Nel 1698, passato al servizio dei Paesi Bassi, nemici dei francesi dimostrando una certa disinvoltura e un carattere mercenario, fu nominato ingegnere militare e rimase al servizio degli olandesi fino al 1702, collaborò con un altro grande ingegnere militare Menno van Coehoorn per la fortificazione di Bergen op Zoom, città che elesse a proprio domicilio almeno fino al 1702 e dove gli nacquero almeno tre figli. Partecipò inoltre alla fortificazione di altre città olandesi. Nel 1706 offrì i suoi servizi alla Repubblica di Venezia ma la trattativa non ebbe seguito.
I Savoia richiesero la sua opera per la costruzione di opere idrauliche, fu poi chiamato a fortificare varie città tedesche, la più celebre è forse la fortificazione di Friburgo, dal 1707 al 1712. Lavorò, dal 1715 al 1716, anche per lo Stato Pontificio durante il papato di Clemente XI, in un progetto idraulico per le zone paludose intorno a Roma.
Nel 1717, passò al servizio della Repubblica di Genova, dove venne nominato colonnello e per la quale lavorò nella costruzione di fortificazioni fino alla sua morte nel 1737. Per il territorio genovese costruì o rinforzò le fortificazioni di Savona, La Spezia e Novi Ligure. Fece costruire nel Forte di Gavi una grossa polveriera, e in Corsica, allora isola genovese, rinforzò le fortificazioni di Ajaccio, Bonifacio e Calvi.
Pietro Morettini morì nel 1737 nella sua residenza di Locarno ancora nel pieno della sua carriera.

## Le opere

La Buca d'Uri nella gola della Schöllenen.

Il 20 settembre 1707 ottenne l'incarico di costruire una galleria nella gola della Schöllenen, sul lato nord del passo del San Gottardo in Valle di Orsera. Sulla costruzione della galleria si riferisce un aneddoto che vuole che:
(Stefano Franscini, La Svizzera italiana, Volume 1, G. Ruggia, 1837, 418)
L'opera era da iniziare entro due settimane e da proseguire fino alla conclusione, in modo da essere transitabile al più tardi entro la primavera del 1709. La costruzione della galleria si concluse, tra l'ammirazione generale, già dopo undici mesi, verso il 15 agosto 1708. I costi dell'opera furono più elevati del previsto; secondo il contratto avrebbero dovuto essere 1680 talleri francesi, ma in effetti i costi ammontarono a 3080 talleri francesi. Questa galleria, detta  Buca di Uri (in tedesco: Urnerloch), aveva una lunghezza di circa 64 m e fu il primo traforo di una strada alpina.
Fra le opere civili va anche ricordata la costruzione, forse nel 1703 durante uno dei suoi soggiorni in patria, del palazzo di famiglia, Palazzo Morettini a Locarno, oggi sede della Biblioteca Cantonale e dell'annuale festival cinematografico della città ticinese.

## Galleria d'immagini

### Fortificazioni

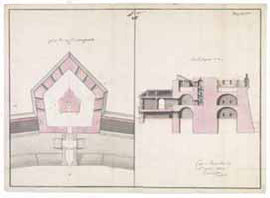
Cittadella di Besançon, Progetto fortificazione.
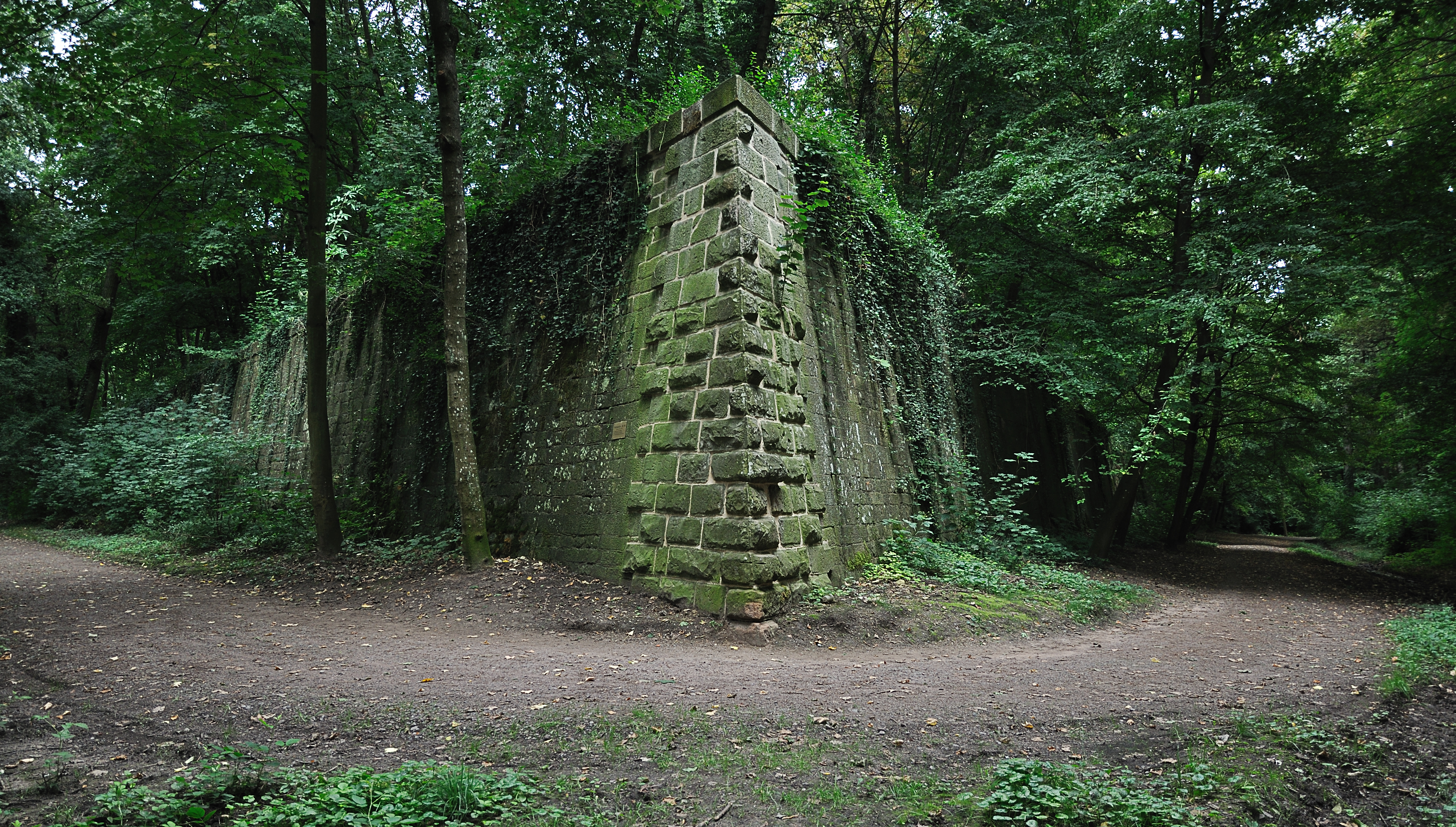
Landau, Bastione ovest.
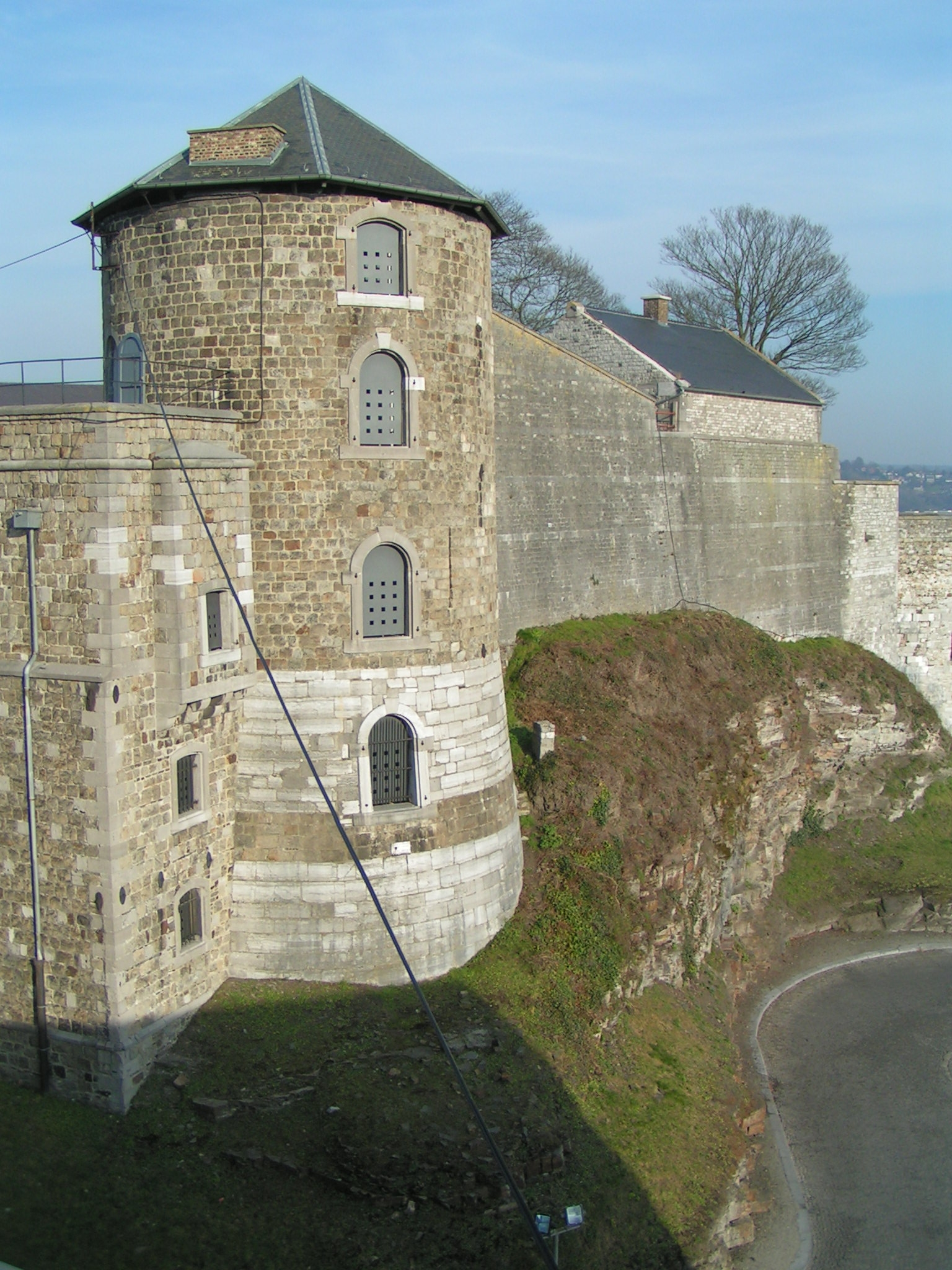
Namur, Cittadella, Fortificazione
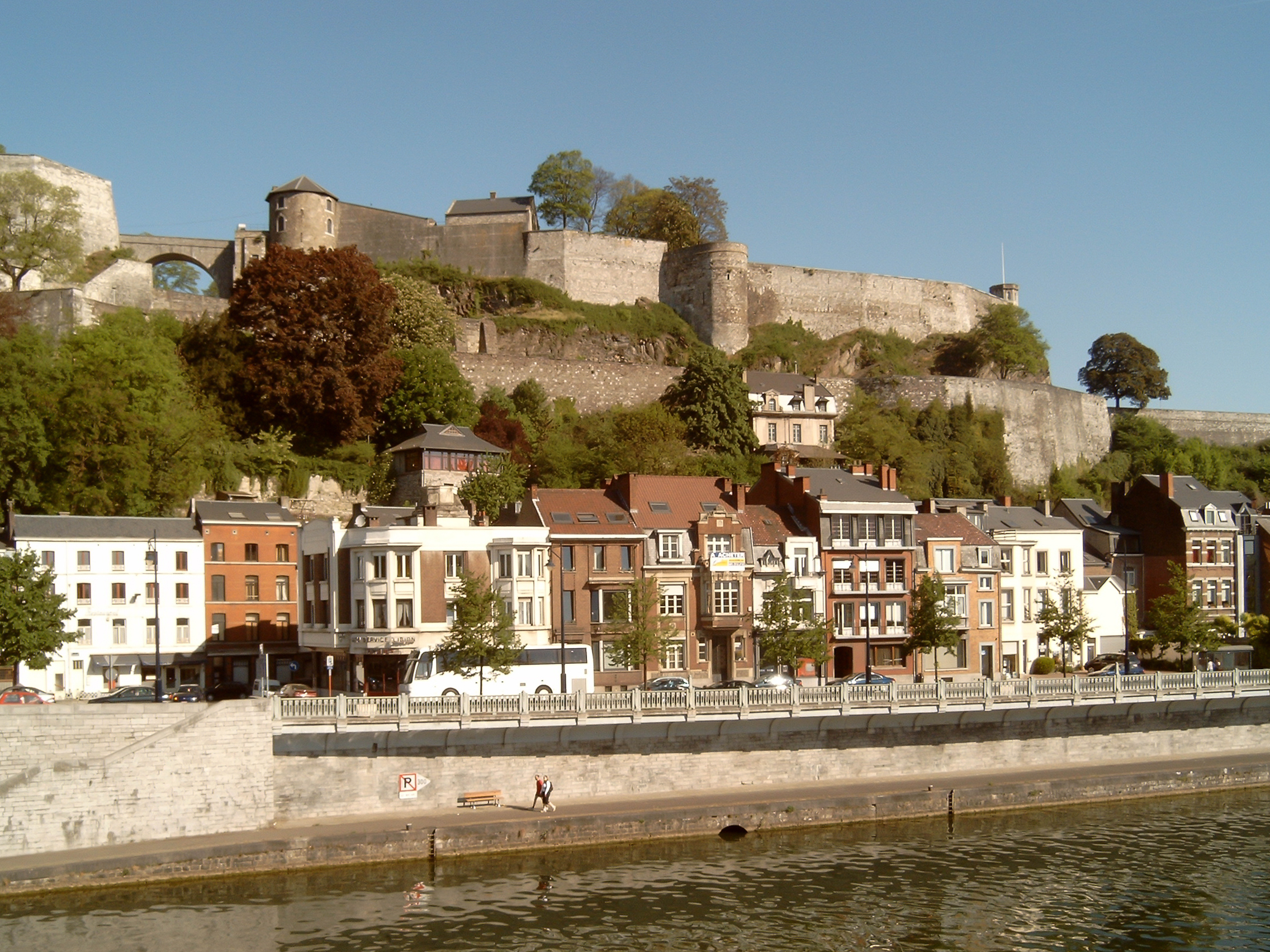
Cittadella di Namur
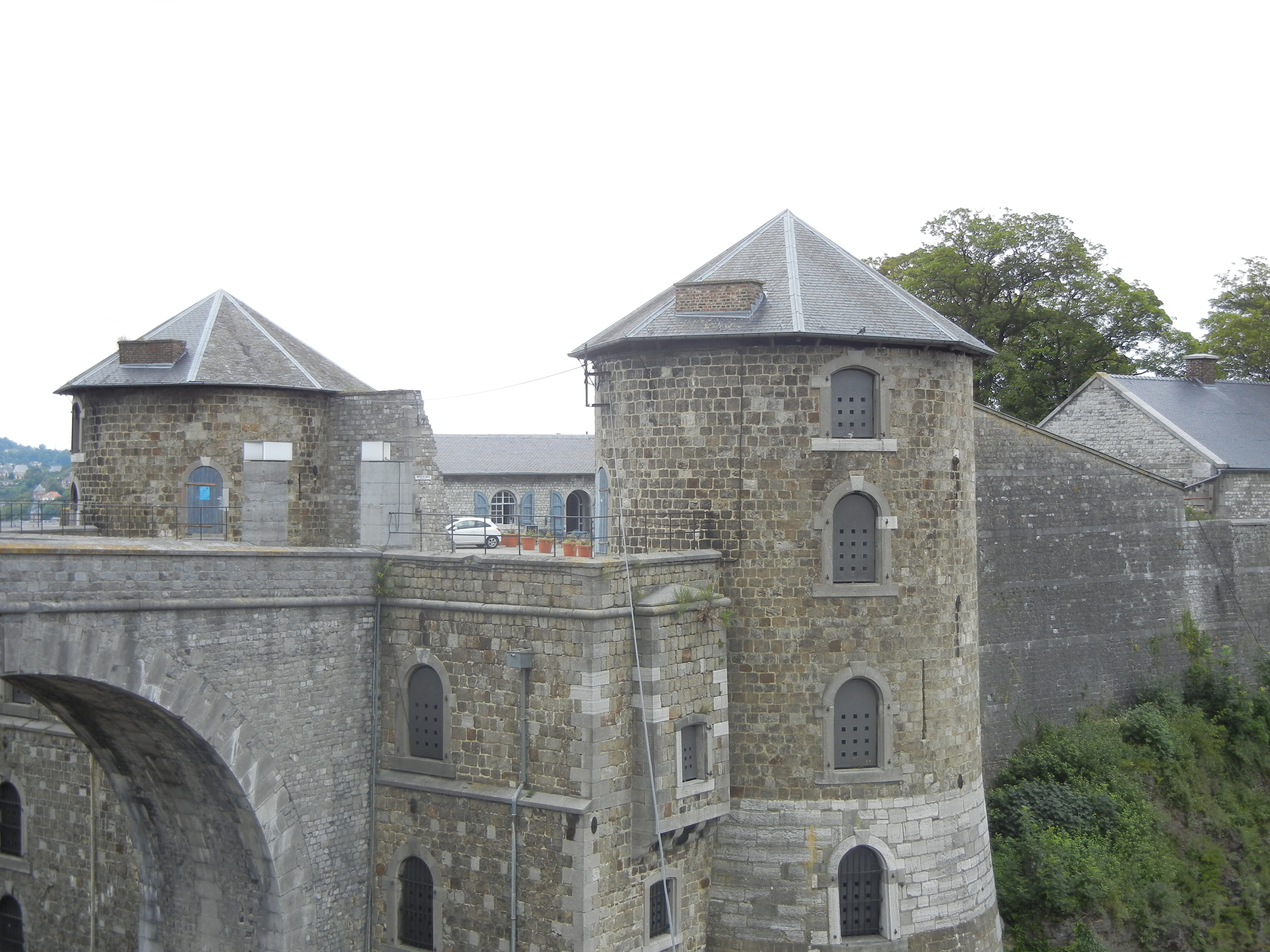
Cittadella di Namur, ponte d'accesso.
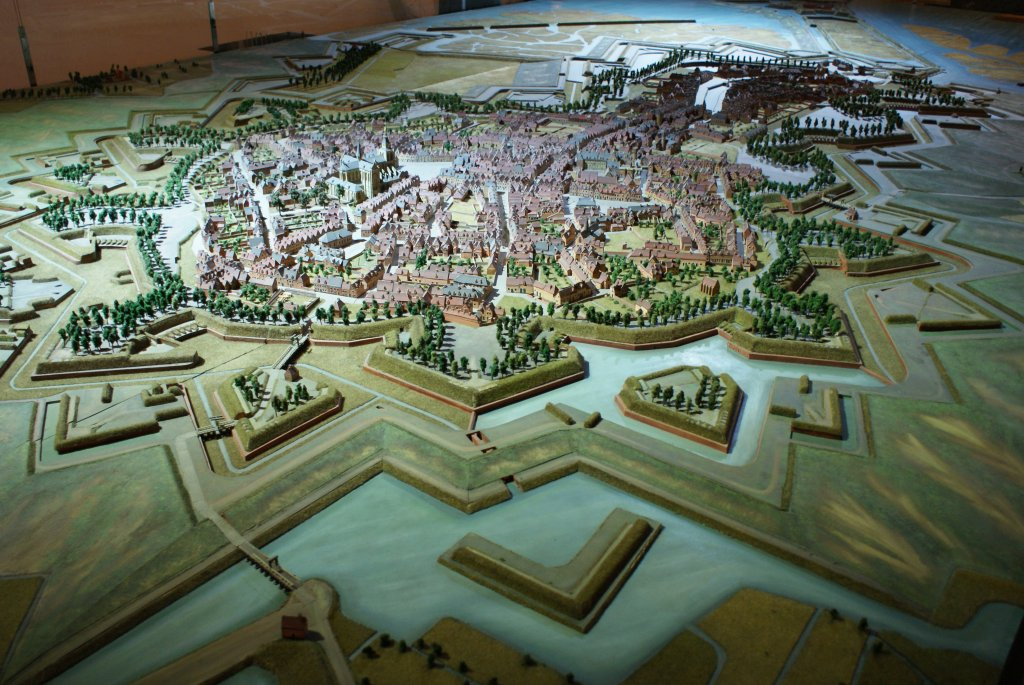
Bergen op Zoom, plastico fortificazioni
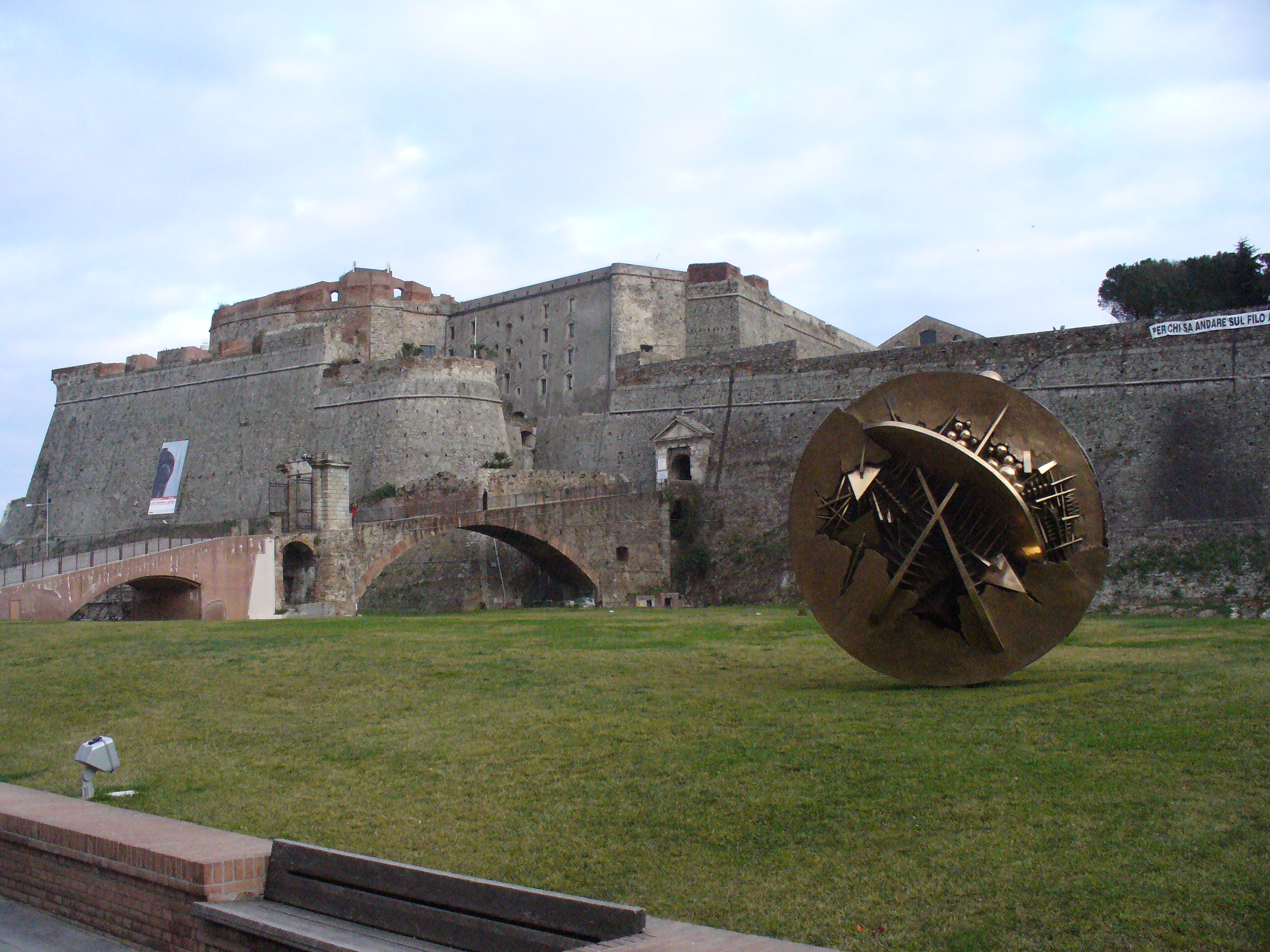
Savona, Fortezza del Priamar
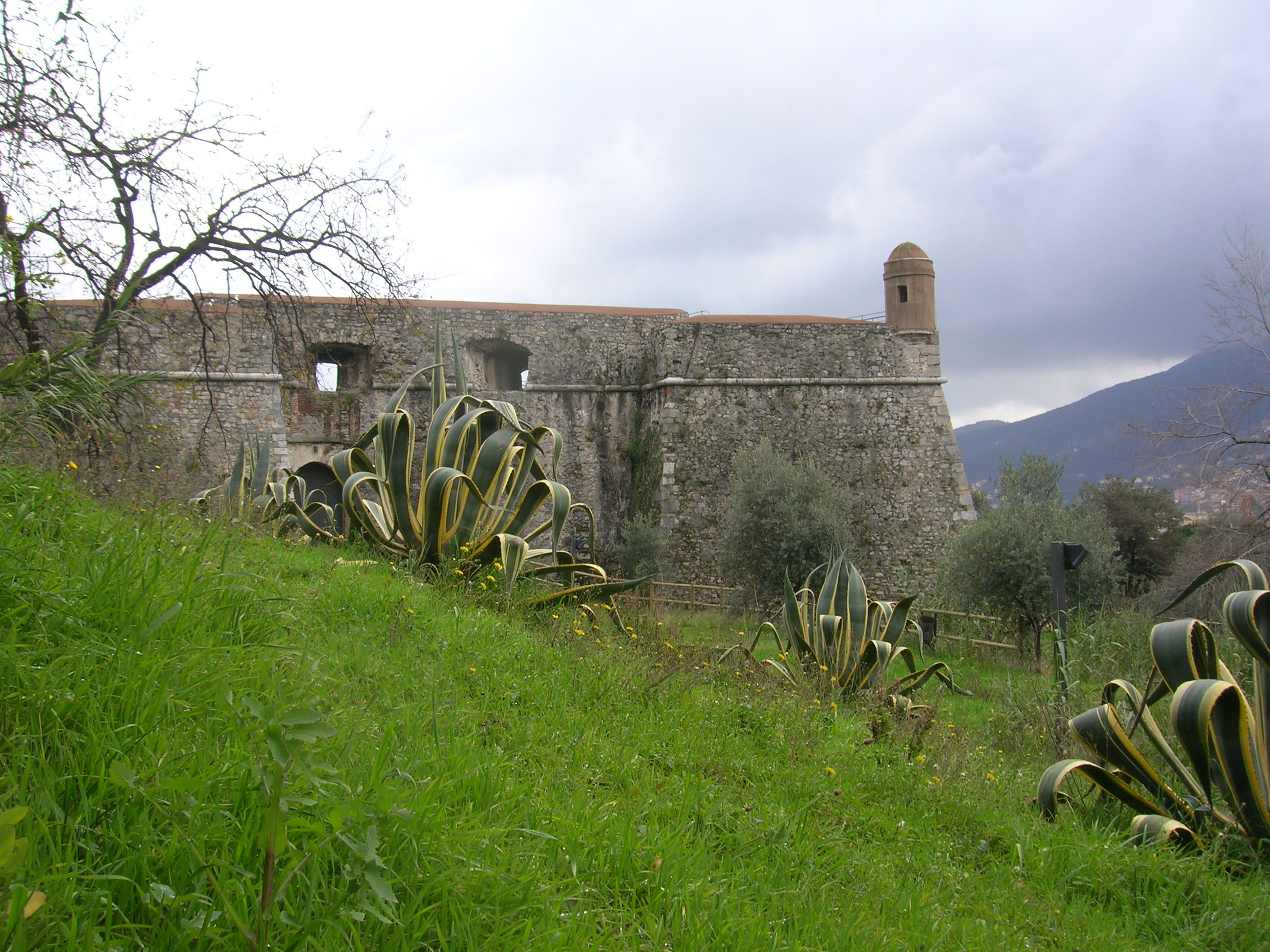
La Spezia, Bastione
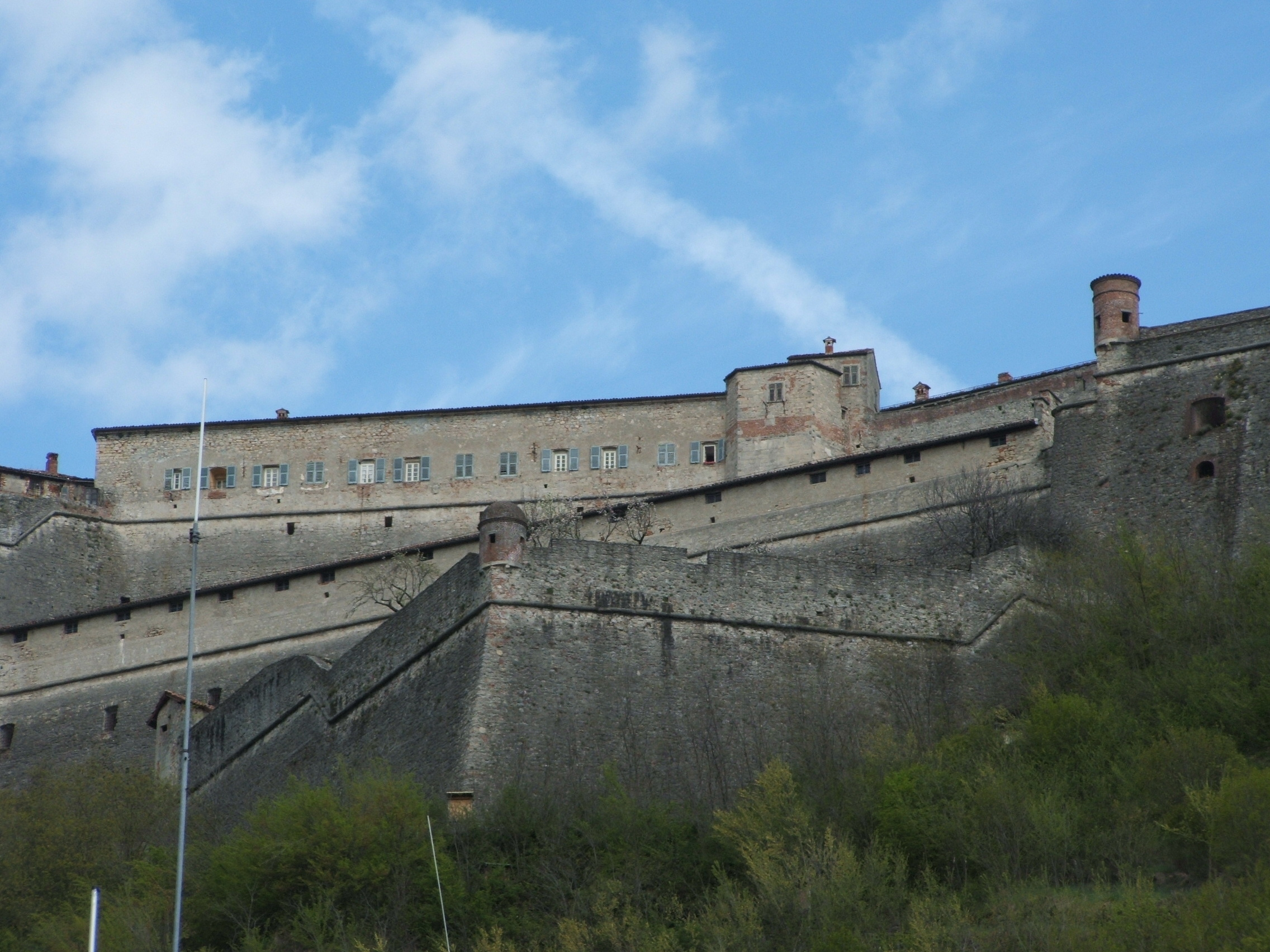
Forte di Gavi, mura
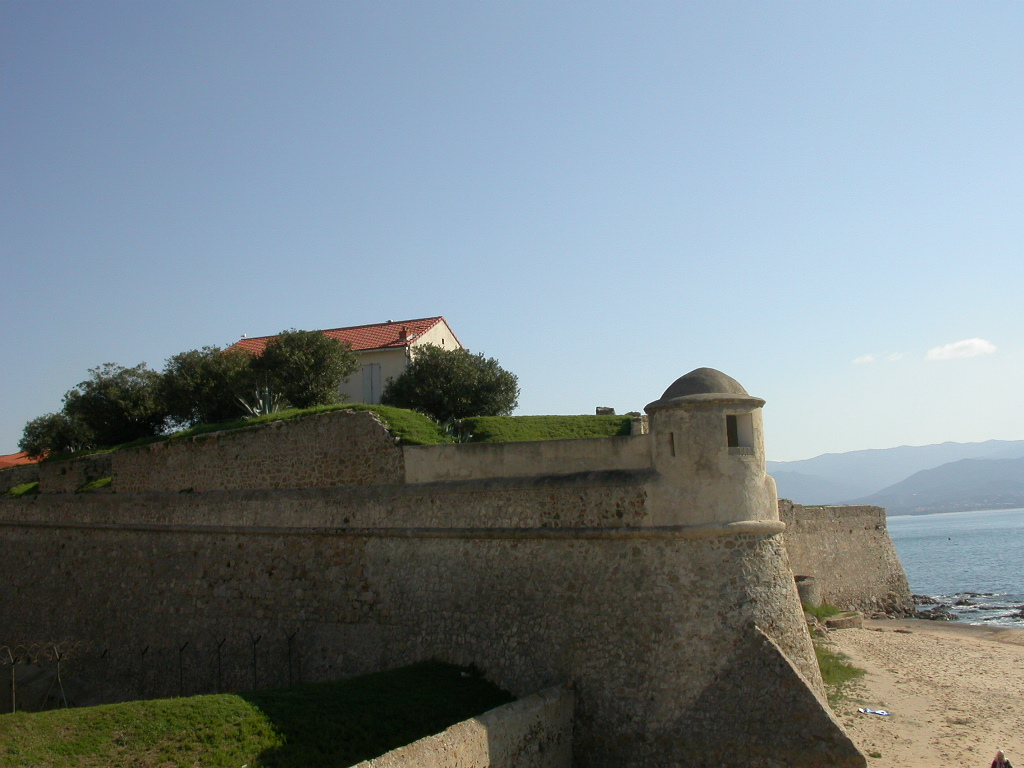
Ajaccio, Cittadella
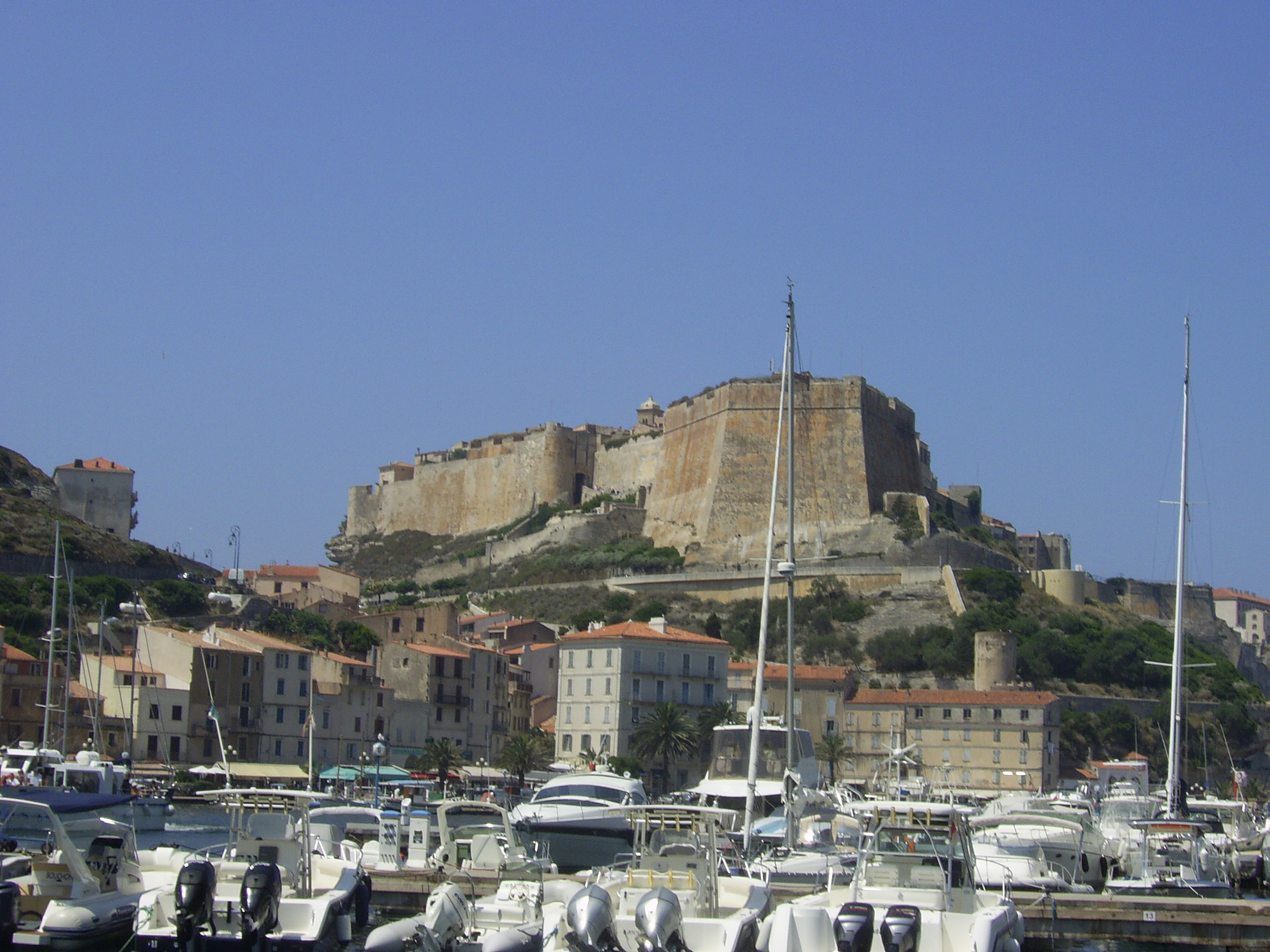
Bonifacio, Cittadella
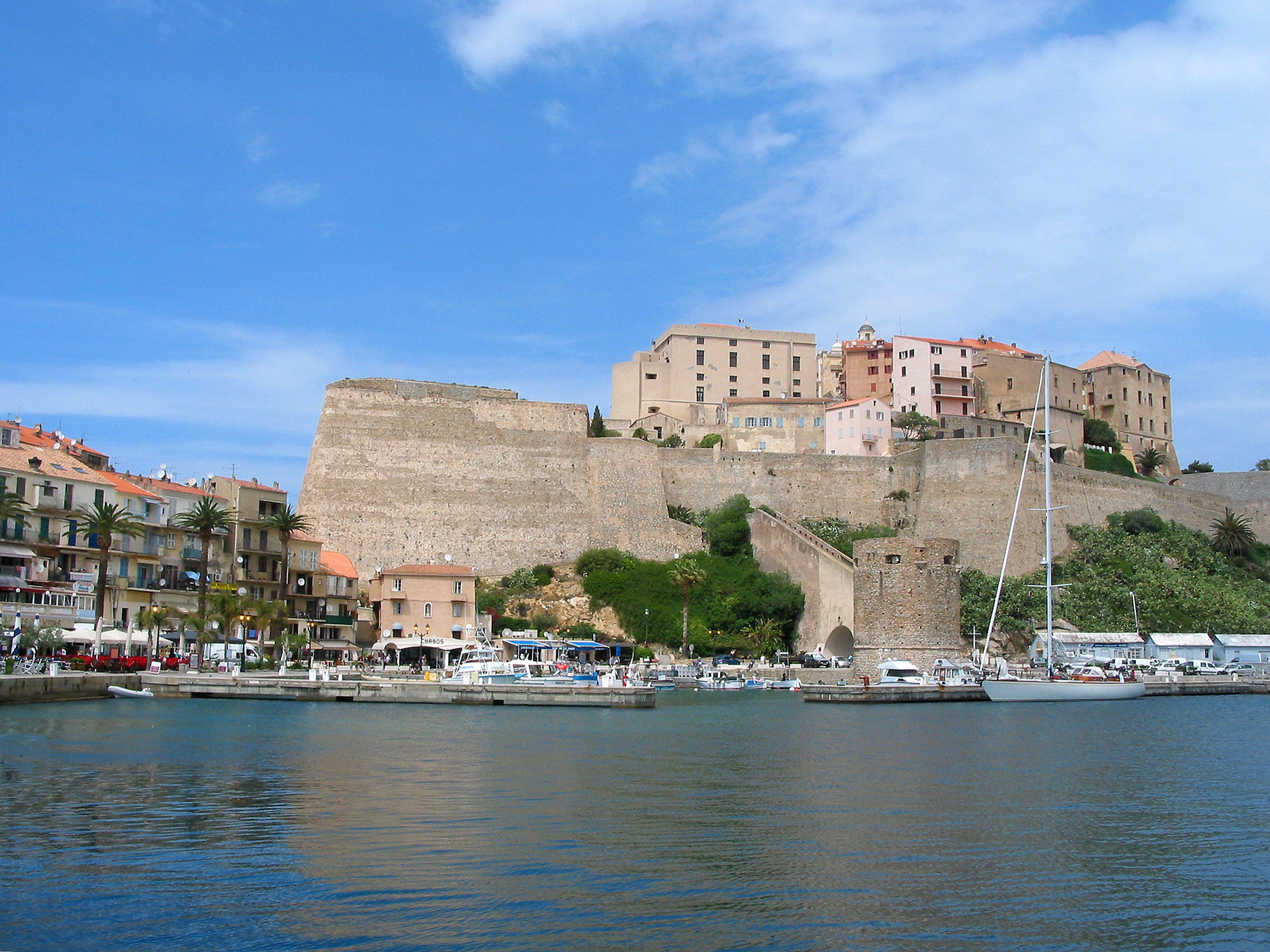
Calvi, Mura fortificate

### San Gottardo, la Buca di Uri

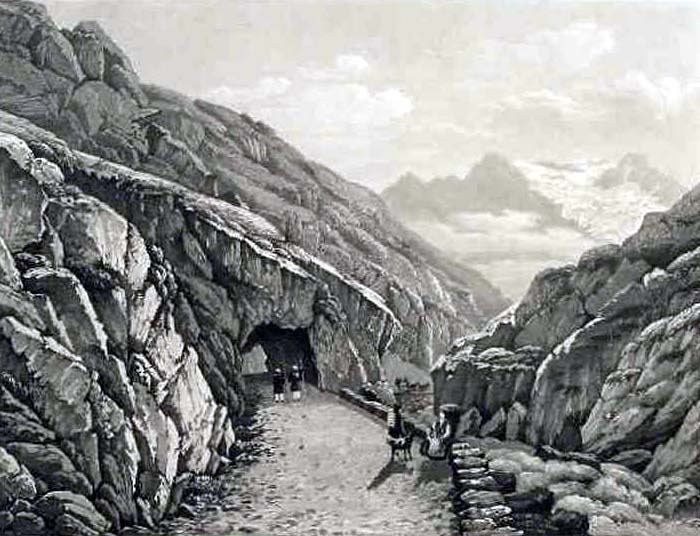
Presso l'Urnerloch
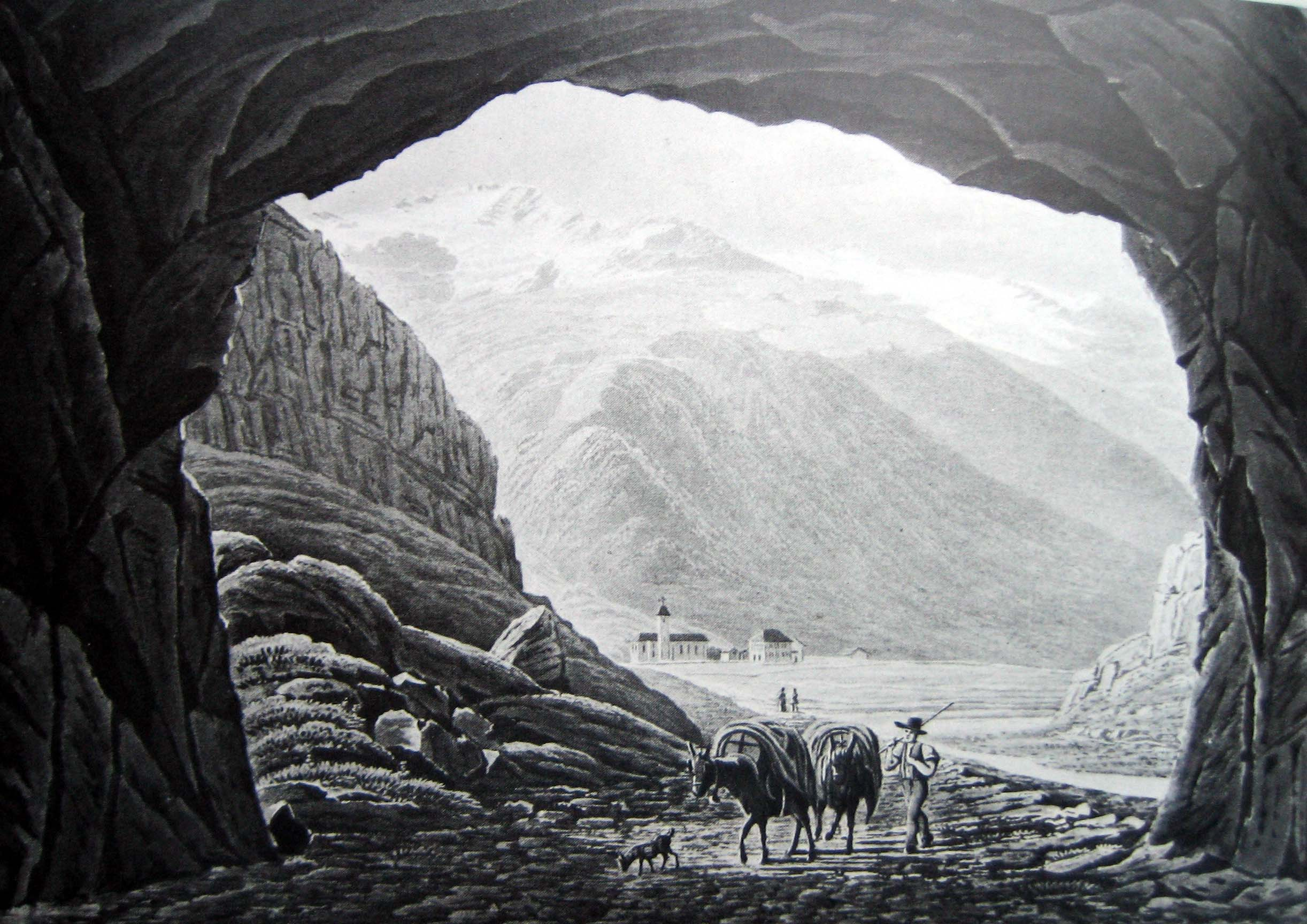
L'uscita dell'Urnerloch
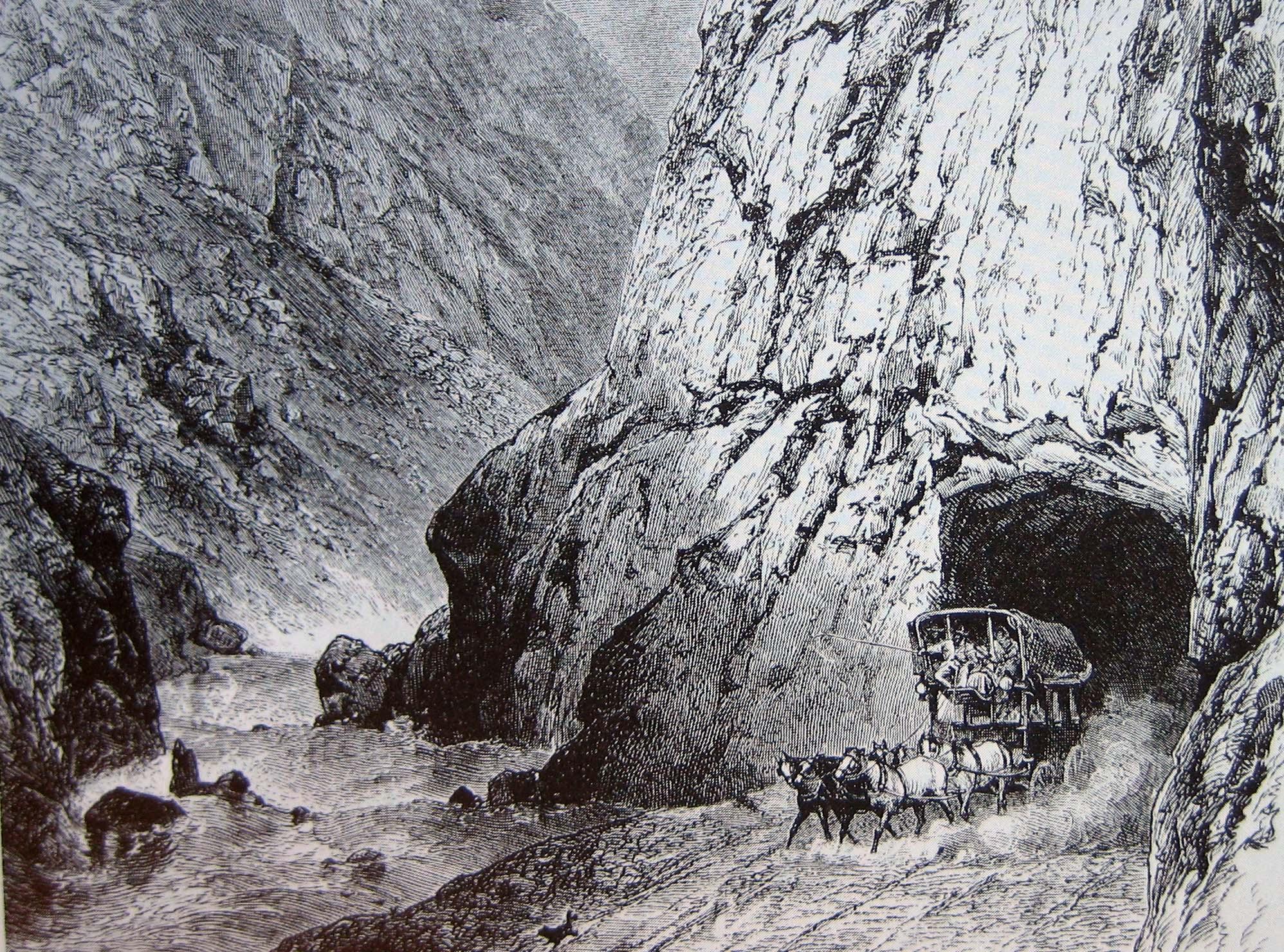
La diligenza presso l'Urnerloch
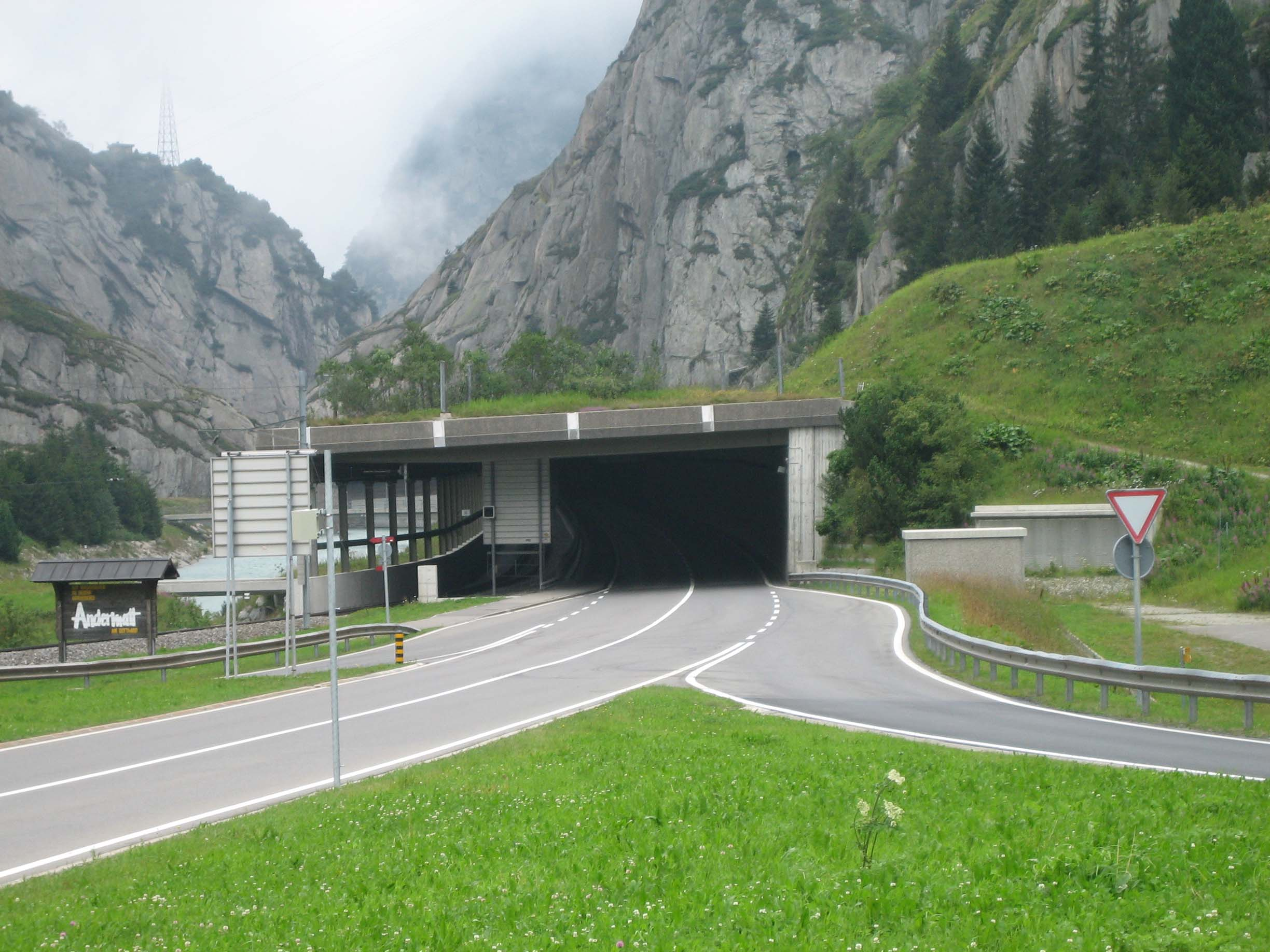
L'Urnerloch 2007

### Palazzo Morettini

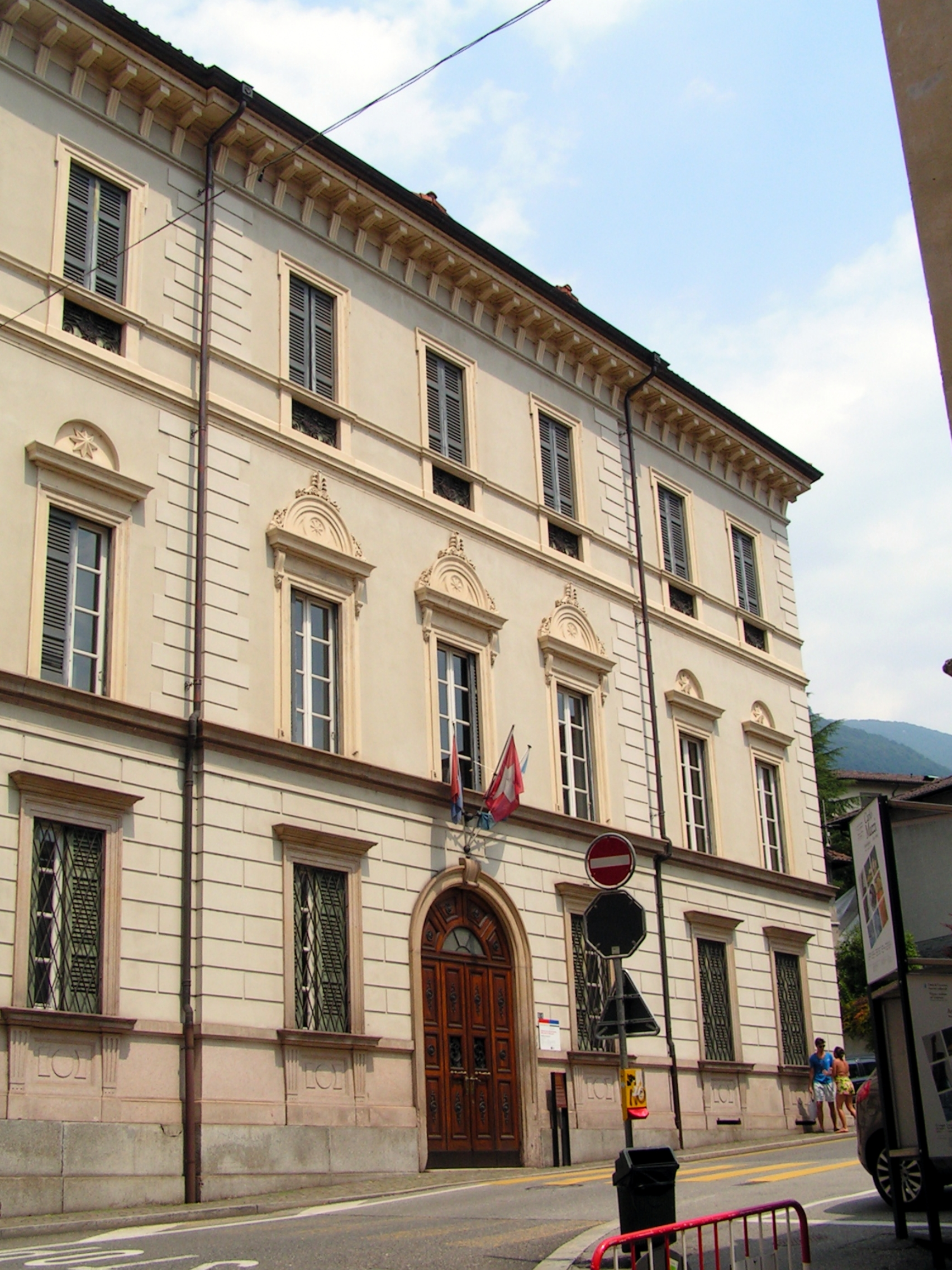
Facciata
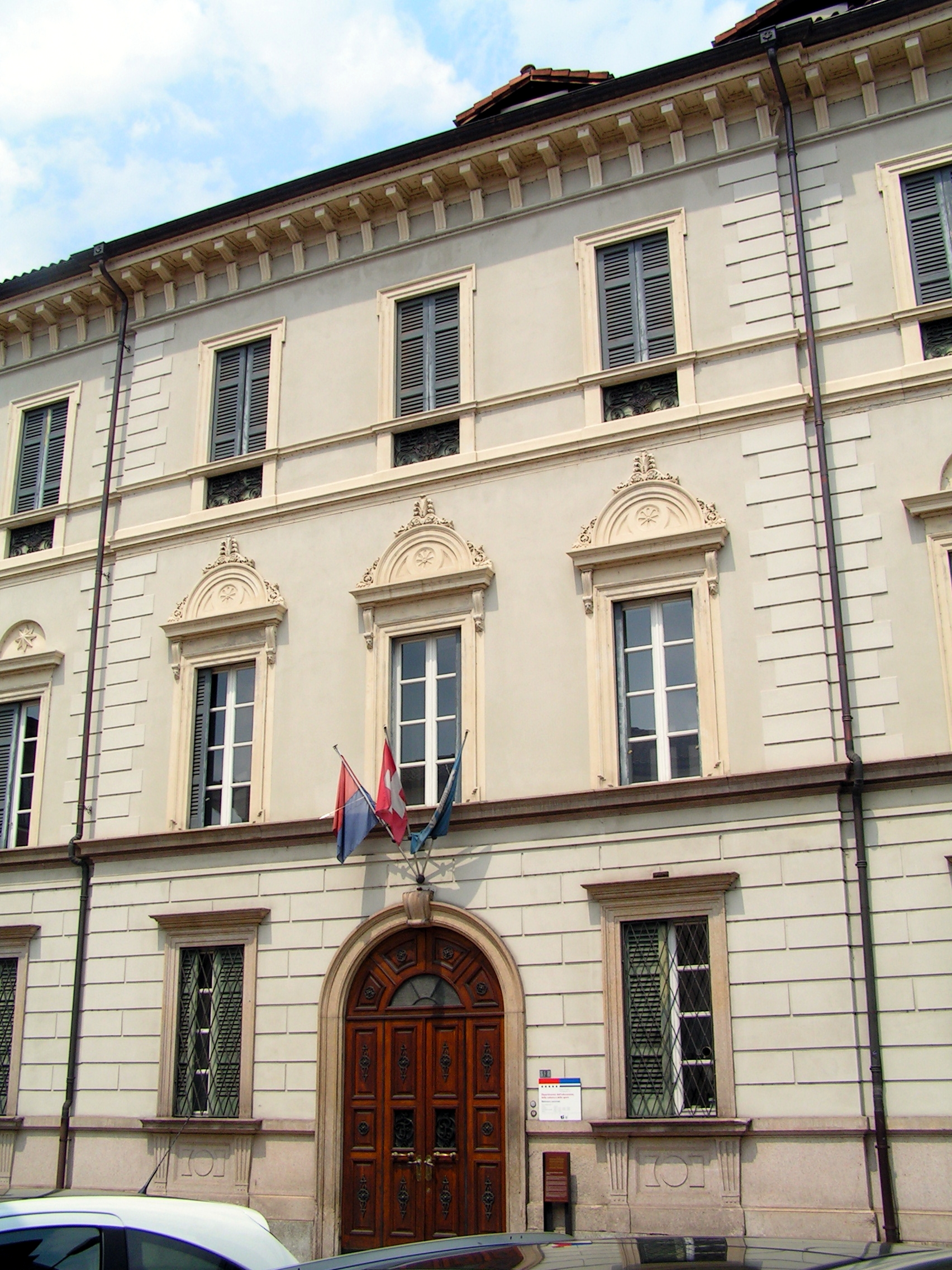
Veduta frontale
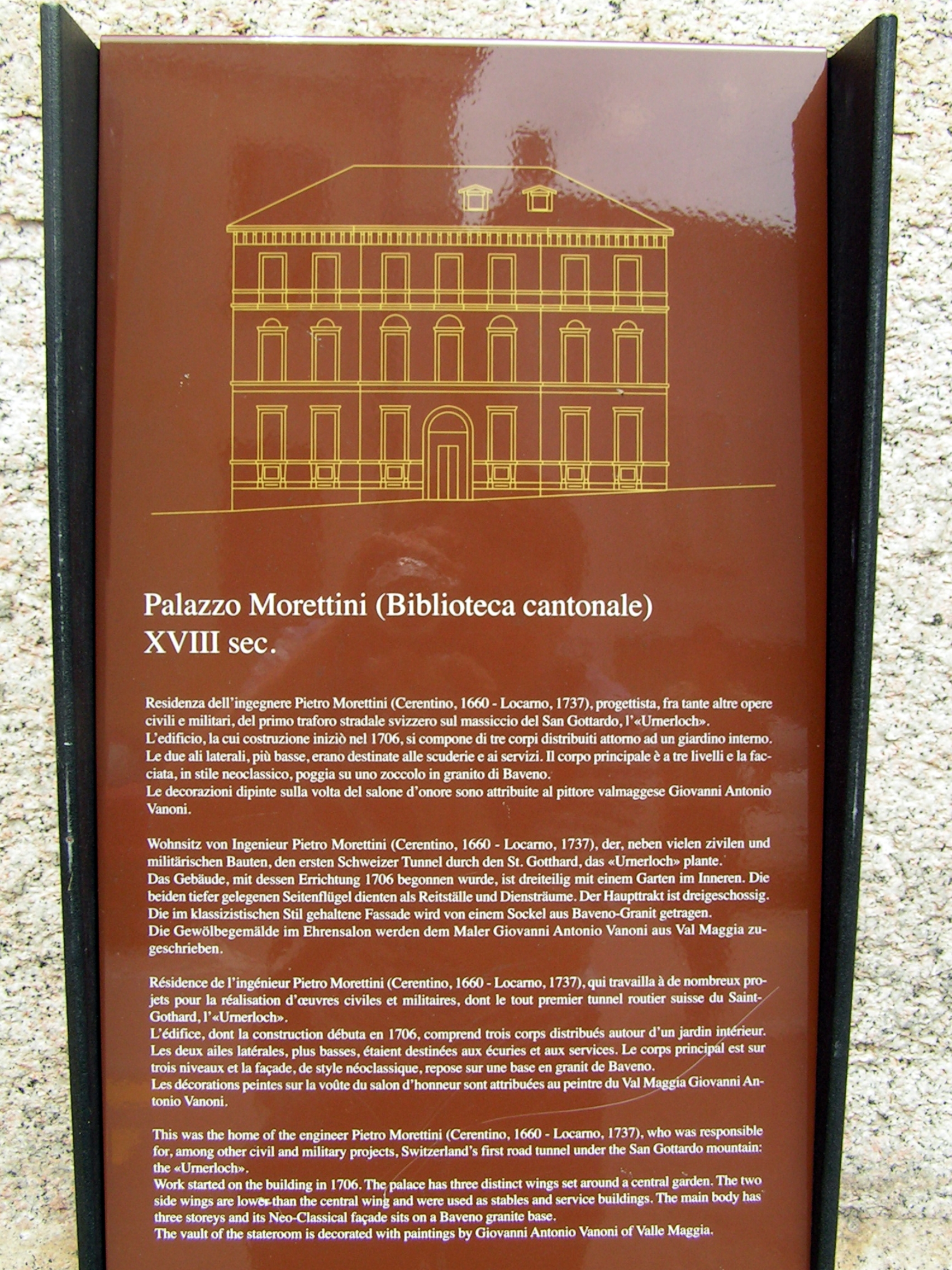
Tavola esplicativa